# NGC 1986
NGC 1986 في الفهرس العام الجديد، هو عنقود نجمي، يقع في كوكبة الجبل. اكتشف في 27 سبتمبر 1826 . بواسطة جيمس دنلوب .

## روابط خارجية
- NGC 1986 على موقع ويكي سكاي: DSS2, SDSS, GALEX, IRAS, Hydrogen α, X-Ray, Astrophoto, Sky Map, Articles and images